# دریا و سم (فیلم)
دریا و سم (به ژاپنی: 海と毒薬, Umi to Dokuyaku) فیلمی ژاپنی محصول ۱۹۸۶ به کارگردانی کی کومای و بر اساس رمانی به همین نام دریا و سم اثر اندو شوساکو است. این داستان واقعی خلبانان آمریکایی سرنگون شده در جنگ جهانی دوم را روایت می‌کند که توسط جراحان ژاپنی واحد ۷۳۱ در آزمایش‌های پزشکی زنده‌شکافی شده‌اند.